# Lago Laogai
El Lago Laogai es el trigésimo séptimo episodio de la serie animada de televisión Avatar: la leyenda de Aang y el décimo séptimo capítulo de la segunda temporada. Laogai significa "campo de trabajo", en el Idioma chino.

## Sinopsis
Sokka y Toph están en la casa, cuando de pronto entran Aang y Katara diciendo que ya han encontrado quien les haga los letreros para poder encontrar a Appa, pero Sokka se disgusta, ya que él se iba a encargar de hacer los dibujos, pero al final aceptó la idea de dejarlo en manos de un profesional.
Todos salen para poder esparcir los letreros por toda la ciudad. Aang es el último en regresar a la casa, y pregunta incrédulo si alguien ha dado ya información sobre Appa, pero Katara le dice que debe tener paciencia, que apenas es el primer día. Justo en ese momento, toca a la puerta Joo Dee diciendo que está prohibido pegar letreros sin un permiso, a lo que Sokka responde que no tienen tiempo de esperar para el permiso. Sokka le pregunta a Joo Dee que donde había estado, y ella le responde que se fue de vacaciones al Lago Laogai. Joo Dee insiste en que no deben seguir pegando los letreros, pero Aang le grita que no le importa el permiso, que hará todo lo que pueda para encontrar a Appa, y asotando la puerta, corre a Joo Dee. Toph, feliz de que romperán las reglas, usa Tierra Control y destruye una parte de la casa. En el techo de enfrente dos guardias los observan.
Mientras tanto, en donde trabajan Iroh y Zuko, tres hombres le ofrecen a Iroh un lugar propio para poner su tienda de té, diciéndole que lo instalarán en la parte alta de la ciudad. El dueño del lugar trata de que su mejor empleado no lo abandone, pero no lo logra. Iroh feliz, le comunica la noticia, y los hombres le dicen que su vida mejorará, para lo que Zuko muestra algo de indiferencia. Afuera del lugar, Zuko recoge un afiche de los que esparció Aang.
De vuelta con el grupo, Sokka sugiere que abarcaran mayor espacio si se separan, y sugiere que Toph se vaya con él. Toph se molesta diciendo que es capaz de pegar un letrero ella sola, y se los demuestra, pero pega al revés el letrero, y acepta acompañar a Sokka. Aang y Katara se van por separado de igual manera.
Mientras pegaba un letrero, Jet se le acerca a Katara y le ofrece ayuda, pero Katara responde de forma violenta usando Agua Control de una fuente cercana. Jet trata de detenerla diciéndole que es diferente ahora, pero ella no le cree. Después de dejarlo inmovilizado, el resto del grupo llega preguntando que es lo que sucede, y se dan cuenta de que Jet esta ahí. Jet trata de explicar que ha cambiado, pero ellos no le creen. Él se los demuestra llevándolos a un almacén, donde estuvo Appa, y el barrendero les dice que se alegra de que se hayan llevado a esa criatura. El barrendero les dice que parece que vendieron el bisonte a unos comerciantes, y que se lo llevaron muy lejos, tal vez para un circo o para comerse su carne. Sokka revisa un mapa y señala la supuesta isla a la que se lo llevaron, sin embargo la isla está cerca del polo sur, y que les tomara una semana para llegar a la isla. Justo entonces aparecen Smellerbee y Longshot, alegrándose de que Jet está bien, y preguntando como fue que escapo de los guardias.
Jet dice no saber nada de lo que están hablando, pero Smellerbee les dice que él fue capturado semanas atrás, y Jet dice que eso es mentira. Toph les informa que ambos dicen la verdad, es cuando Sokka sugiere que le "borraron" la memoria. Es cuando descubren que el barrendero y Jet fueron enviados, era una trampa, y alguien quería que el Avatar se fuera de la ciudad.
Más tarde, el espíritu azul golpea a un guardia, y este lo persigue a un callejón. El guardia hace Tierra Control y despedaza a un muñeco vestido del espíritu azul. Cuando el guardia se da cuenta de que es falso, el espíritu azul real está detrás de él, y lo amenaza diciendo que si no hace lo que él dice, terminara como el muñeco.
Todos tratan de hacer que Jet recuerde donde lo llevaron cuando lo capturaron. Jet recuerda que lo llevaron bajo tierra, cerca de un lago, es cuando Sokka recuerda que Joo Dee les dijo que había ido al Lago Laogai. Una vez en el lago, no saben por donde entrar, y Toph les enseña que hay una entrada que está oculta por el agua. Haciendo Tierra Control, deja a la vista la entrada y todos se dirigen hacia ella.
De vuelta con Zuko, Iroh le pregunta cual nombre será bueno para ponerle a su negocio, pero Zuko no muestra ningún interés, pero le enseña el letrero que había recogido, y que estaba dispuesto a capturar al avatar. Iroh le dice que él hace su destino, que no debe seguir el que alguien le impuso, pero Zuko está decidido.
De regreso con el grupo, están caminando por largos pasillos en los que hay muchas habitaciones, y en una de ellas hay una guardia que les dice a todas las mujeres que reciben a los refugiados lo que deben hacer. Después de caminar un rato, el grupo llega a una habitación circular, y cuando están todos adentro, la puesta es cerrada. Long Feng aparece y les dice que están en serios problemas, Aang se da cuenta de que él tiene encerrado a Appa, y exige que lo libere, pero Long Feng le responde que no. En ese momento, aparecen muchos guardias, y empieza una pelea. Cuando Long Feng ve que está perdiendo, decide escapar, perseguido de Aang y Jet. Cuando piensan que ya lo han atrapado, Long Feng dice: "Jet, el rey te ha invitado al Lago Laogai", es cuando Jet vuelve a ser manipulado y ataca a Aang, mas sin embargo Aang no quiere pelear, y trata de que Jet recuerde nuevamente. Jet recupera el control y ataca a Long Feng, pero este le responde rápidamente con una barrera de piedra causándole una herida fatal. Long Feng escapa.
Justo después, llega el resto del grupo, y Katara trata de curarlo, pero no lo logra. Jet les dice que se adelanten, que tienen que encontrar a Appa, Smellerbee les dice que ellos cuidaran de Jet, pero Katara responde negativamente. Longshot dice que son capaces de cuidar a su líder. Jet los apresura diciéndoles que va a estar bien. Aang, Sokka, Katara y Toph se van. Toph le dice a Sokka que miente; Semellerbee llora junto a Jet y Longshot prepara una flecha.
Mientras tanto, el espíritu azul entra a la habitación donde esta Appa, y justo detrás de él entra Iroh, fingiendo no saber quien es el espíritu azul. Zuko se quita la máscara y le dice que es su destino, pero Iroh no está conforme, y le dice que él debe decidir su destino, que no deje lo que ha logrado. Zuko piensa por un momento y decide seguir el consejo de su tío.
De vuelta con Aang, siguen persiguiendo a Long Feng, y cuando llegan a una habitación, ve que Appa ya no está ahí, que seguramente se lo llevó antes. Cuando vuelven a la superficie, Long Feng lo está esperando junto a más guardias, y les bloquean el camino por todos los lados. Todos están listos para luchar, pero es ese momento llega Momo, da unas vueltas alrededor de Aang y se eleva hacia el sol, de donde viene Appa. Appa ataca a varios guardias, y Aang junto con Toph se encargan del resto. Long Feng dice que él solo puede vencerlos, pero Appa lo arroja al lago con mucha facilidad. Todos están felices de que Appa está sano y salvo.
En el aire, encima de Appa, Katara llora en silencio, siendo consolada por Sokka y Aang. De vuelta al lago, Iroh y Zuko salen de los túneles, y Zuko arroja al lago la máscara oni. Iroh le dice que hizo lo correcto.